# Syllepte ochrifusalis
Syllepte ochrifusalis là một loài bướm đêm trong họ Crambidae.